# Pilatus Bank
Pilatus Banque est une banque maltaise basée à La Valette, créée en 2013 et fermée en 2018.
La Pilatus Bank est fondée en 2013 à Malte par Ali Sadr Hasheminejad, qui obtient une licence bancaire lui permettant d’opérer dans toute l’Union européenne. Il est incarcéré aux États-Unis en mars 2018 pour violation des sanctions américaines contre l’Iran. La banque Pilatus à Malte est alors placée sous tutelle et ses actifs gelés. Le 5 novembre 2018, la BCE retire la licence bancaire accordée à la banque et celle-ci est obligée de fermer.
La journaliste assassinée Daphne Caruana Galizia avait découvert des liens d’intérêts entre la banque et le gouvernement maltais, ainsi que l’existence de comptes bancaires ouverts pour des proches du régime azerbaïdjanais,. Elle soupçonnait la Pilatus Bank de se livrer à des opérations douteuses, et peut-être à blanchir des fonds. Ali Sadr Hasheminejad l'avait poursuivie devant la justice américaine. Les avocats de la banque Pilatus lui ont, en mai 2017, intenté un procès aux États-Unis en lui réclamant 40 millions de dollars, faisant en sorte que pour contester cette procédure la journaliste aurait dû payer 300 000 dollars. La Pilatus Bank a abandonné cette action le lendemain de son assassinat (et a perdu sa licence, puis mise sous tutelle avec gel de ses avoirs, L'enquête menée ultérieurement a donné raison aux accusations de Daphne Caruana Galizia : la Pilatus Bank permettait à ses 150 clients, principalement constitués de membres du gouvernement azerbaïdjanais et de leurs proches, d'investir en Europe via des sociétés offshore de manière à dissimuler les noms des bénéficiaires (schéma typique des opérations de blanchiment d'argent et/ou d'évasion fiscale).
L'enquête a notamment permis de montrer que des investissements avaient été réalisés en France, via une holding, pour racheter les entreprises D. Porthault (linge de luxe), Leblon Delienne (fabricant de statues en résine) ainsi que JL Coquet et Jaune de Chrome (porcelaine de Limoges). La holding en question, dénommée « Heritage Collection », était dirigée par l'énarque Philippe Nguyen, ancien directeur général de CDC Participations et de la branche de capital-investissement du Crédit lyonnais,.